# Halowe Mistrzostwa Europy w Lekkoatletyce 1985 – bieg na 60 m mężczyzn
Bieg na 60 metrów mężczyzn – jedna z konkurencji biegowych rozgrywanych podczas halowych lekkoatletycznych mistrzostw Europy w  hali Stadion Pokoju i Przyjaźni w Pireusie. Eliminacje, półfinały i bieg finałowy zostały rozegrane 2 marca 1985. Zwyciężył reprezentant Wielkiej Brytanii Mike McFarlane. Tytułu zdobytego na poprzednich mistrzostwach nie obronił Christian Haas z Republiki Federalnej Niemiec, który tym razem odpadł w półfinale.

## Rezultaty

### Eliminacje
Rozegrano 5 biegów eliminacyjnych, do których przystąpiło 25 biegaczy. Awans do półfinałów dawało zajęcie jednego z pierwszych dwóch miejsc w swoim biegu (Q). Skład półfinałów uzupełniło dwóch zawodników z najlepszym czasem wśród przegranych (q).
Opracowano na podstawie materiału źródłowego.
Bieg 1
| Miejsce | Zawodnik           | Czas | Uwagi |
| ------- | ------------------ | ---- | ----- |
| 1       | Mike McFarlane     | 6,70 | Q     |
| 2       | Hans Fritzsche     | 6,76 | Q     |
| 3       | Josef Lomický      | 6,76 |       |
| 4       | Aleksandr Szumiłow | 6,77 |       |
| 5       | Angelos Angelidis  | 6,97 |       |

Bieg 2
| Miejsce | Zawodnik          | Czas | Uwagi |
| ------- | ----------------- | ---- | ----- |
| 1       | František Ptáčník | 6,70 | Q     |
| 2       | Attila Kovács     | 6,70 | Q     |
| 3       | Antonio Ullo      | 6,71 | q     |
| 4       | Pedro Agostinho   | 6,96 |       |
| 5       | Tore Bergan       | 7,02 |       |

Bieg 3
| Miejsce | Zawodnik          | Czas | Uwagi |
| ------- | ----------------- | ---- | ----- |
| 1       | Antoine Richard   | 6,69 | Q     |
| 2       | Steffen Bringmann | 6,70 | Q     |
| 3       | Lincoln Asquith   | 6,76 |       |
| 4       | Luís Cunha        | 7,08 |       |
| –       | Sotirios Tefas    | DNF  |       |

Bieg 4
| Miejsce | Zawodnik             | Czas | Uwagi |
| ------- | -------------------- | ---- | ----- |
| 1       | Pierfrancesco Pavoni | 6,72 | Q     |
| 2       | José Javier Arqués   | 6,73 | Q     |
| 3       | Christian Haas       | 6,73 | q     |
| 4       | Bruno Marie-Rose     | 6,76 |       |
| 5       | Kosmas Stratos       | 6,83 |       |

Bieg 5
| Miejsce | Zawodnik          | Czas | Uwagi |
| ------- | ----------------- | ---- | ----- |
| 1       | Ronald Desruelles | 6,65 | Q     |
| 2       | Arkadiusz Janiak  | 6,72 | Q     |
| 3       | Anri Grigorow     | 6,77 |       |
| 4       | Stefan Burkart    | 6,78 |       |
| 5       | Roland Jokl       | 6,95 |       |

### Półfinały
Rozegrano 2 biegi półfinałowe, w których wystartowało 12 biegaczy. Awans do finału dawało zajęcie jednego z trzech pierwszych miejsc w swoim biegu (Q).
Opracowano na podstawie materiału źródłowego.
Bieg 1
| Miejsce | Zawodnik             | Czas | Uwagi |
| ------- | -------------------- | ---- | ----- |
| 1       | Ronald Desruelles    | 6,62 | Q     |
| 2       | Mike McFarlane       | 6,63 | Q     |
| 3       | Attila Kovács        | 6,67 | Q     |
| 4       | Christian Haas       | 6,68 |       |
| 5       | Arkadiusz Janiak     | 6,70 |       |
| 6       | Pierfrancesco Pavoni | 6,73 |       |

Bieg 2
| Miejsce | Zawodnik           | Czas | Uwagi |
| ------- | ------------------ | ---- | ----- |
| 1       | Antonio Ullo       | 6,62 | Q     |
| 2       | Antoine Richard    | 6,64 | Q     |
| 3       | František Ptáčník  | 6,64 | Q     |
| 4       | Steffen Bringmann  | 6,65 |       |
| 5       | Hans Fritzsche     | 6,79 |       |
| –       | José Javier Arqués | DNF  |       |

### Finał
Opracowano na podstawie materiału źródłowego.
| Miejsce | Zawodnik          | Czas |
| ------- | ----------------- | ---- |
| 1       | Mike McFarlane    | 6,61 |
| 2       | Antoine Richard   | 6,63 |
| 3       | Ronald Desruelles | 6,64 |
| 4       | Antonio Ullo      | 6,65 |
| 5       | Attila Kovács     | 6,69 |
| 6       | František Ptáčník | 6,71 |